# Rudinei Guimarães
Rudinei Guimarães (Rancharia, 7 de dezembro de 1965) é um ex-futebolista brasileiro, que atuava como atacante. Atualmente é diretor de futebol do FC Cascavel.

## Carreira

### Ranchariense
Iniciou sua carreira aos 12 anos de idade, jogando pela equipe profissional da Associação Atlética Ranchariense, disputando o Campeonato Paulista de Futebol - Série A3 no ano de 1978.

### São Paulo
Aos quatorze anos de idade ingressou nas equipes de base do São Paulo Futebol Clube disputando vários campeonatos nacionais e internacionais participando de viagens para o Exterior. Foi campeão do Campeonato Paulista Sub-15 e do Campeonato Paulista Sub-17. Convocado para alguns jogos pela equipe principal, aos 19 anos teve a oportunidade de disputar o Campeonato Sul-Americano de Futebol Sub-20. Atuou com vários jogadores, entre eles, Silas, Müller, Lange, Visoli, entre outros. Se despediu do time paulista no final de 1985.

### Roma de Apucarana
Disputou o Campeonato Paranaense de Futebol chegando a quarta colocação do estadual com a equipe. Mas sua passagem por lá foi breve, após o fim do Campeonato Paranaense encerrou-se seu contrato, voltando a jogar no estado de SP pela equipe da cidade de Itu, o Ituano Futebol Clube.

### Ituano
Disputou a Campeonato Paulista de Futebol - Série A2 onde conquistaram o primeiro e o segundo turno do campeonato, se classificando para a fase de mata-mata, onde não houve êxito, e não tiveram acesso para a primeira divisão do Campeonato Paulista de Futebol.

### Ceará
Mudou-se para a cidade deFortaleza CE, atuando pela equipe principal do Ceará Sporting Club sendo bicampeão cearense, e disputou o Campeonato Brasileiro de Futebol - Série B.

### Vasco da Gama

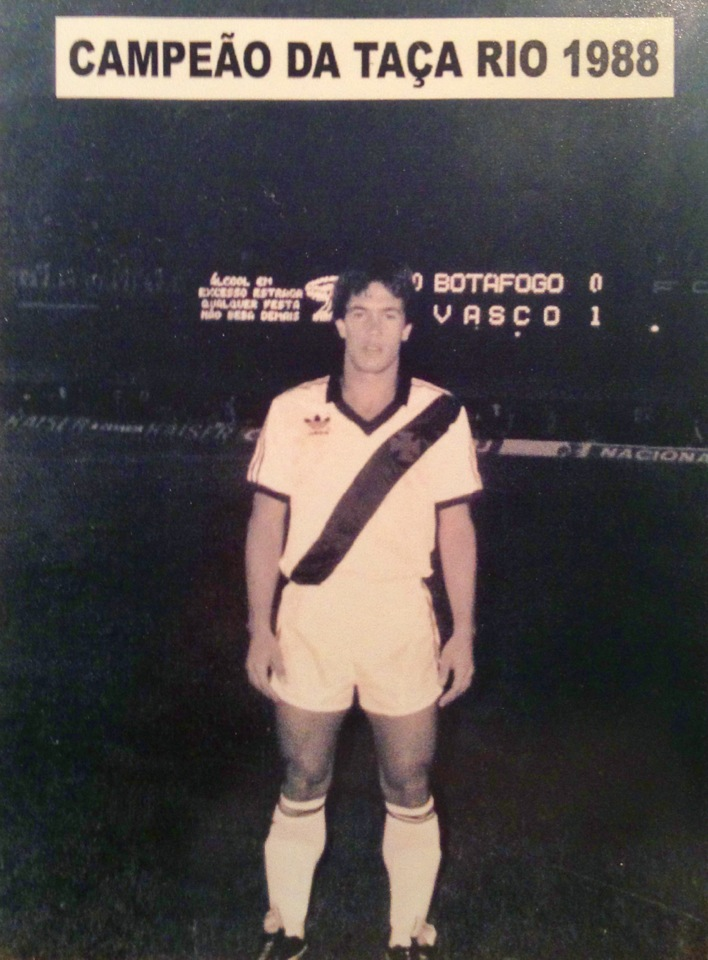
Campeão carioca

Foi contratado pelo Clube de Regatas Vasco da Gama no de 1988, onde disputou o Campeonato Carioca, sagrando-se bicampeão no mesmo ano.

### Nissan Motor

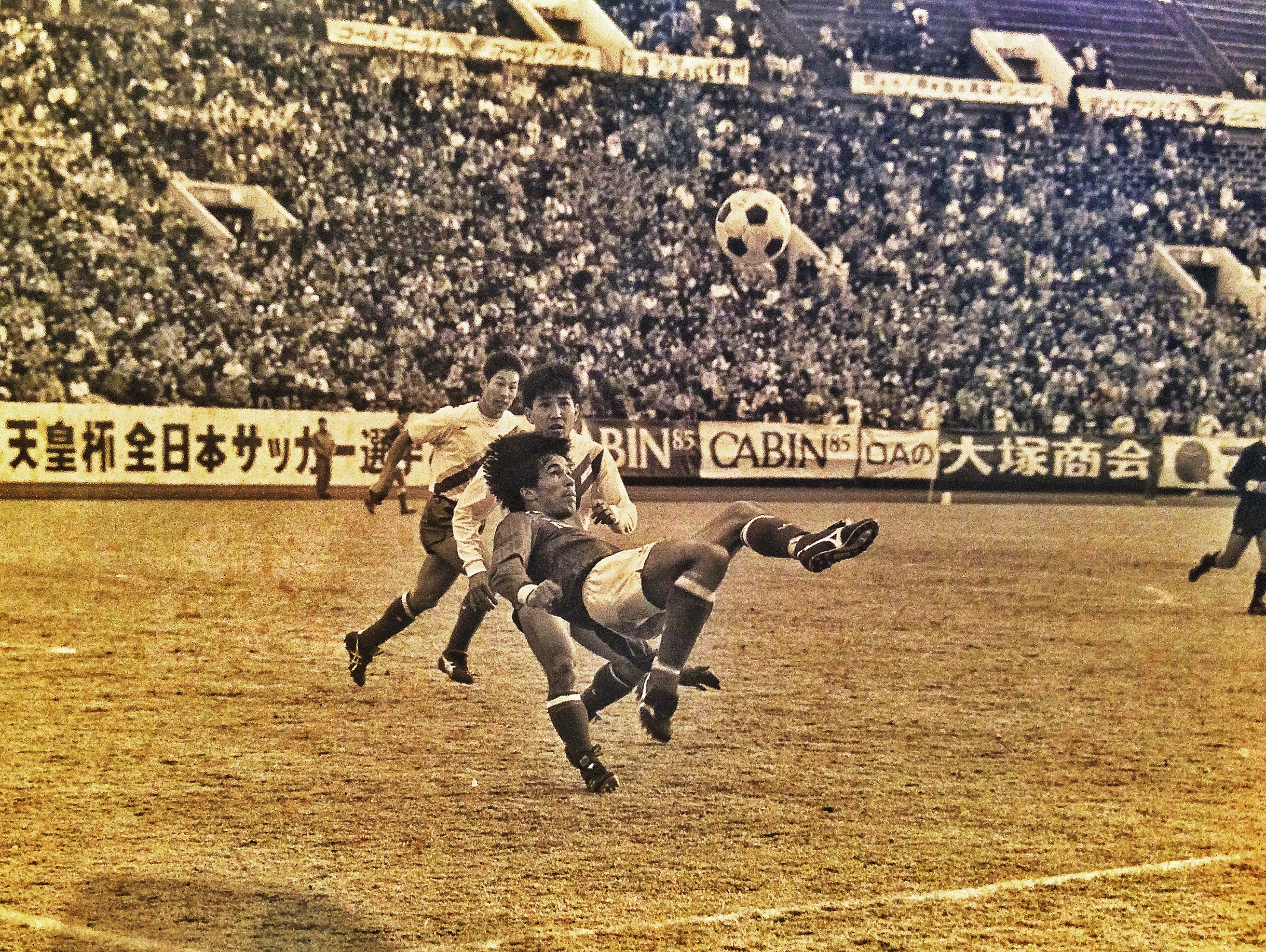
Final da Copa do Imperador de 1988

No segundo semestre de 1988, recebeu a proposta de jogar no exterior, Japão, onde disputou vários torneios e o Campeonato Japonês, foi campeão do Torneio de Verão, campeão do Campeonato Nacional, e campeão da Copa do Imperador. Ao seu lado na equipe, atuavam José Oscar Bernardi, Dario Pereira, e Wagner Lopes.

### Honda
No segundo semestre de 1989 atuou pelo Honda FC, jogando a J-League (Campeonato nacional Japones).

## Seleção Brasileira Sub-20

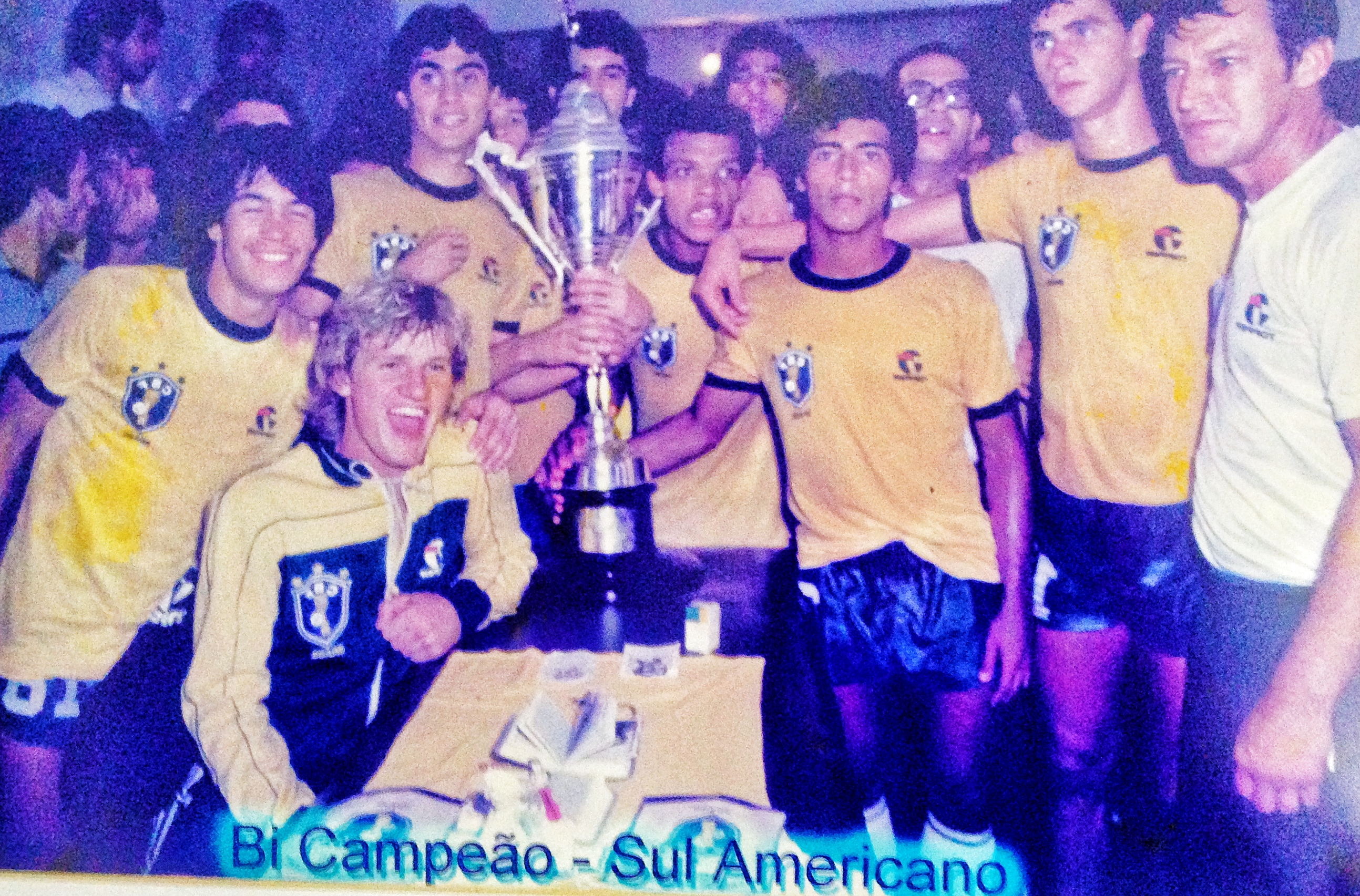
Campeão Sul Americano sub-20 (1985)

Quando estava treinando pela equipe do São Paulo Futebol Clube no sub-20, recebeu a convocação da Confederação Brasileira de Futebol para disputar o Campeonato Sul-Americano de Futebol Sub-20 no ano de 1985 no Paraguai. A final da copa foi na cidade de Assunción/Py entre BrasilXParaguai, onde a Seleção Brasileira foi campeã ganhando pelo placar de 2x1. Na foto abaixo a equipe da Seleção Brasileira de Futebol comemorando o título após o jogo, na foto, alguns craques ao lado de Rudinei Guimarães, Cláudio Taffarel, Romário, João Antônio, Neto, Silas entre outros.